# لوکاس آلبرشت
لوکاس آلبرشت (انگلیسی: Lucas Albrecht؛ زادهٔ ۹ ژانویهٔ ۱۹۹۱) بازیکن فوتبال اهل آلمان است.
از باشگاه‌هایی که در آن بازی کرده‌است می‌توان به باشگاه فوتبال هانزا روستوک اشاره کرد.